# Arabidopsis
Arabidopsis is een geslacht van kruidachtige planten uit de kruisbloemenfamilie (Brassicaceae).
Het zijn kleine bloeiende planten, die verwant zijn aan kool (Brassica). Dit geslacht is van belang voor de wetenschap omdat de zandraket (Arabidopsis thaliana) wordt gebruikt als modelorganisme voor genetica en moleculaire biologie van planten. Het is de eerste plantensoort waarvan het volledige genoom in kaart werd gebracht.

## Herclassificatie vanArabidopsis
Binnen Arabidopsis worden negen soorten en acht ondersoorten onderscheiden, waar dat er voorheen veel meer waren. Deze beperking is gebaseerd op morfologisch en moleculair onderzoek door O'Kane en Al-Shehbaz, (1997, 2003) en anderen. Zij maakten aannemelijk dat het geslacht zoals voorheen samengesteld, polyfyletisch was. Bij deze herclassificatie werden twee soorten van Cardaminopsis en Hylandra evenals drie soorten van Arabis bij het geslacht Arabidopsis gevoegd. Er werden ook vijftig soorten uit dit geslacht verplaatst naar Crucihimalaya, Beringia, Olimarabidopsis, Pseudoarabidopsis en Lanhedgea.
Alle Arabidopsis-soorten komen van nature voor in Europa en twee van de soorten hebben een breed verspreidingsgebied dat zich ook over Noord-Amerika en Azië uitstrekt.

## Cytogenetica
Cytogenetische analyse heeft aangetoond dat het haploïde chromosoomgetal variabel is en n = 5, 8 en 13 kan zijn.
- Arabidopsis thaliana (zandraket) heeft n = 5.
- Arabidopsis suecica heeft n = 13 (5+8), het is een amfidiploide soort ontstaan door kruising van Arabidopsis thaliana en Arabidopsis arenosa.
- Arabidopsis neglecta heeft n = 8; dit geldt ook voor de ondersoorten van Arabidopsis halleri.

Verschillende ondersoorten van Arabidopsis lyrata en Arabidopsis arenosa kunnen 2n (diploïde) of 4n (tetraploïde) zijn.
Per 2005 zijn Arabidopsis cebennensis, Arabidopsis croatica, en Arabidopsis pedemontana nog niet geanalyseerd.

## Lijst van soorten en ondersoorten
- Arabidopsis thaliana (L.) Heynhold

Verspreiding: Het natuurlijke verspreidingsgebied beslaat vrijwel geheel Europa tot centraal Azië, en is wereldwijd ingeburgerd.
- Arabidopsis suecica (Fries) Norrlin, Meddel.

Verspreiding: Scandinavië en de Baltische staten
Arabidopsis suecica is een amphidiploïde. Het is een kruising tussen Arabidopsis thaliana en de diploïde Arabidopsis arenosa.
- Arabidopsis arenosa (L.) Lawalrée
  - Arabidopsis arenosa subsp. arenosa
Verspreiding: Europa: van nature voorkomend in Oostenrijk, Wit-Rusland, Bosnië-Herzegovina, Bulgarije, Kroatië, Tsjechië, Frankrijk, Duitsland, Hongarije, Italië, Letland, Litouwen, Macedonië, Polen, Roemenië, Slowakije, Slovenië, Zwitserland, Oekraïne, en de Balkan; verwilderd in België, Denemarken, Estland, Finland, Nederland, Noorwegen, Rusland (Siberië) en Zweden; afwezig in Albanië, Griekenland, Midden en Zuid-Italië en Turkije.
  - Arabidopsis arenosa (L.) Lawalrée subsp. borbasii
Verspreiding: Oost België, Tsjechië, Noord-Oost Frankrijk, Duitsland, Hongarije, Polen, Roemenië, Slowakije, Zwitserland, Oekraïne. Mogelijk in Denemarken.
- Arabidopsis neglecta Schultes

Verspreiding: Karpaten (Polen, Roemenië, Slowakije en aangrenzende Ukraine).
- Arabidopsis croatica Schott

Verspreiding: Bosnië, Kroatië.
- Arabidopsis cebennensis DC.

Verspreiding: Zuidoost-Frankrijk.
- Arabidopsis pedemontana Boissier

Verspreiding: Noordwest-Italië en vermoedelijk uitgestorven in aangrenzend Zuidwest-Zwitserland.
- Arabidopsis lyrata L.
  - Arabidopsis lyrata subsp. lyrata
Verspreiding: Noordoost-Europees Rusland, Alaska, Canada (Ontario, westelijk in British Columbia) en zuidoosten en midden van de Verenigde Staten (Vermont zuidelijk tot in het noorden van Georgia en Mississippi ,noordwaarts tot in Missouri en Minnesota).
  - Arabidopsis lyrata subsp. petraea L.
Verspreiding: Oostenrijk, Tsjechië, Engeland, Duitsland, Hongarije, IJsland Ierland, N. Italië, Noorwegen,Rusland (Siberië) en Verre Oosten), Schotland, Zweden, Oekraïne, Noord-Amerika (Alaska en Yukon). Schijnbaar uitgestorven in Polen.
  - Arabidopsis lyrata (L.) O'Kane & Al-Shehbaz subsp. kamchatica (Fischer ex DC.)
Verspreiding: Alaska, Canada (Yukon, Mackenzie District, British Columbia, noord Saskatchewan), Aleoeten, Siberië, Korea, Noord-China, Japan, en Taiwan.
- Arabidopsis halleri L.
  - Arabidopsis halleri subsp. halleri
Verspreiding: Oostenrijk, Kroatië, Tsjechië, Duitsland, Noord en midden Italië, Polen, Roemenië, Slowakije, Slovenië, Zwitserland en zuidelijk Oekraïne. Waarschijnlijk geïntroduceerd in Noord-Frankrijk en ingeburgerd in Wallonië
  - Arabidopsis halleri subsp. ovirensis Wulfen
Verspreiding: Albanië, Oostenrijk, Italië, Roemenië, Slowakije, Slovenië, Oekraïne
  - Arabidopsis halleri subsp. gemmifera Matsumura
Verspreiding: Rusland, Verre Oosten, noordoosten van China, Korea, Japan en Taiwan

## Geherclassificeerde soorten
De volgende soorten werden voorheen in dit geslacht geplaatst, maar zijn nu elders ondergebracht.
- Arabidopsis bactriana
- Arabidopsis brevicaulis = Crucihimalaya himalaica
- Arabidopsis bursifolia = Beringia bursifolia DC.
- Arabidopsis campestris = Crucihimalaya wallichii Hook.f. & Thomson
- Arabidopsis dentata Allion = Murbeckiella pinnatifida Lam.
- Arabidopsis drassiana
- Arabidopsis erysimoides = Erysimum hedgeanum
- Arabidopsis eseptata = Olimarabidopsis umbrosa Botschantsev & Vvedensky
- Arabidopsis gamosepala = Neotorularia gamosepala Hedge
- Arabidopsis glauca = Thellungiella salsuginea
- Arabidopsis griffithiana = Olimarabidopsis pumila Stephan
- Arabidopsis himalaica = Crucihimalaya himalaica
- Arabidopsis huetii Boissier = Murbeckiella huetii Boissier
- Arabidopsis kneuckeri Bornmüller = Crucihimalaya kneuckeri Bornmüller
- Arabidopsis korshinskyi = Olimarabidopsis cabulica Hook.f. & Thomson)
- Arabidopsis lasiocarpa = Crucihimalaya lasiocarpa Hook.f & Thomson
- Arabidopsis minutiflora Hook.f. & Thomson = Ianhedgea minutiflora Hook.f & Thomson
- Arabidopsis mollis = Beringia bursifolia DC.
- Arabidopsis mollissima = Crucihimalaya mollissima C.A. Meyer
- Arabidopsis monachorum W.W. Smith = Crucihimalaya lasiocarpa W.W. Smith
- Arabidopsis mongolica Botschantsev = Crucihimalaya mongolica Botschantsev
- Arabidopsis multicaulis = Arabis tibetica
- Arabidopsis novae-anglicae = Neotorularia humilis C.A. Meyer
- Arabidopsis nuda Bélanger = Drabopsis nuda Bélanger
- Arabidopsis ovczinnikovii = Crucihimalaya mollissima C. A. Meyer
- Arabidopsis parvula Schrenk = Thellungiella parvula Schrenk
- Arabidopsis pinnatifida Lam. = Murbeckiella pinnatifida Lam.
- Arabidopsis pumila Stepha = Olimarabidopsis pumila Stephan
- Arabidopsis qiranica = Sisymbriopsis mollipila Maximowicz
- Arabidopsis richardsonii = Neotorularia humilis C.A. Meyer
- Arabidopsis russeliana = Crucihimalaya wallichii Hook.f. & Thomson
- Arabidopsis salsuginea Pallas = Thellungiella salsuginea Pallas
- Arabidopsis sarbalica = Crucihimalaya wallichii Hook.f. & Thomson
- Arabidopsis schimperi Boissier = Robeschia schimperi Boissier
- Arabidopsis stenocarpa = Beringia bursifolia DC.
- Arabidopsis stewartiana = Olimarabidopsis pumila Stephan
- Arabidopsis stricta Cambessèdes = Crucihimalaya stricta Cambessèdes
- Arabidopsis taraxacifolia = Crucihimalaya wallichii Hook.f. & Thomson
- Arabidopsis tenuisiliqua = Arabis tenuisiliqua K.H. Rechinger & Köie
- Arabidopsis tibetica = Crucihimalaya himalaica Edgeworth
- Arabidopsis tibetica Hook.f. & Thomson = Arabis tibetica
- Arabidopsis toxophylla Bieberstein = Pseudoarabidopsis toxophylla (Bieberstein)
- Arabidopsis trichocarpa Neotorularia humilis C.A. Meyer
- Arabidopsis trichopoda Turczaninow = Beringia bursifolia DC.
- Arabidopsis tschuktschorum Jurtsev = Beringia bursifolia DC.
- Arabidopsis tuemurnica = Neotorularia humilis C.A. Meyer
- Arabidopsis verna Koch = Drabopsis nuda Bélanger
- Arabidopsis virgata Torrey & A. Gray = Beringia bursifolia DC.
- Arabidopsis wallichii Hook.f. & Thomson = Crucihimalaya wallichii Hook.f. & Thomson
- Arabidopsis yadungensis

... · 
A. arenosa (Rozetsteenkers) · 
A. thaliana (Zandraket) · 
...
... · 
Alliaria · 
Alyssum (Schildzaad) · 
Arabidopsis · 
Arabis (Scheefkelk) · 
Armoracia · 
Aubrieta · 
Barbarea (Barbarakruid) · 
Berteroa · 
Brassica (Kool) · 
Braya · 
Bunias (Hardvrucht) · 
Cakile · 
Calepina · 
Camelina · 
Capsella (Herderstasje) · 
Cardamine (Veldkers) · 
Cochlearia (Lepelblad) · 
Coincya · 
Conringia · 
Coronopus (Varkenskers) · 
Crambe (Bolletjeskool) · 
Descurainia · 
Diplotaxis (Zandkool) · 
Draba · 
Erophila · 
Eruca · 
Erucastrum · 
Eutrema  · 
Erysimum (Steenraket) · 
Heliophila · 
Hesperis · 
Hirschfeldia · 
Hormathophilla · 
Hornungia · 
Iberis (Scheefbloem) · 
Isatis · 
Lepidium (Kruidkers) · 
Lobularia · 
Lunaria (Judaspenning) · 
Malcolmia · 
Matthiola · 
Neslia · 
Physaria · 
Pringlea · 
Ptilotrichum · 
Raphanus (Radijs) · 
Rapistrum · 
Rorippa (Waterkers) · 
Schouwia · 
Selenia · 
Sinapidendron · 
Sinapis · 
Sisymbrium (Raket) · 
Subularia · 
Teesdalia · 
Thlaspi (Boerenkers) · 
...